# 瑞吉里
瑞吉里為高雄市旗山區屬下的行政區劃。根據截至2025年4月（民國114年4月）的統計，該里有13鄰，913戶，2226人。

## 歷史
清末位於番薯寮街之北部。日治初期保甲編制與竹峰里、永和里編為蕃薯寮街第五保，1920年旗山街成立，1925年編為旗山街第五保。1945年中華民國接收台灣後，以廣大香蕉園瑞青吉祥之義，命名為「瑞吉里」。

## 外部連結
- 高雄市旗山區公所里政專區 （页面存档备份，存于）